# Никольщина (Псковская область)
Никольщина — деревня в Печорском районе Псковской области России. Входит в состав сельского поселения «Лавровская волость».
Расположена в 1 км к западу от волостного центра, деревни Лавры, и в 31 км к юго-западу от райцентра, города Печоры.

## Население
Численность населения деревни по оценке на конец 2000 года составляла 33 жителя.
| 2001 | 2002 | 2010 |
| ---- | ---- | ---- |
| 33   | ↘18  | ↗26  |